# Слюсарчук Олексій
Олексі́й Слюсарчу́к (*1838 — †1912) — український католицький священик, галицький церковний і громадський діяч. Батько полковника УГА Костянтина Слюсарчука.

## Діяльність
Організатор української громади у місті Станіслав (нині Івано-Франківськ).
Автор перших у Галичині українських молитовників, проповідей.
Переклав Псалтир українською мовою і 1904 року видав його паралельно з церковнослов'янським текстом («Псалтиря розширена»). Правда, як зазначають дослідники, переклав «аж занадто місцевою мовою».
Один період служив священиком у с. Великий Ключів, тепер Коломийського р-ну Івано-Франківської обл. Частково його біоргафію вивчав краєзнавець Микола Савчук з Коломиї.
Коли 1903 року у Відні друкували переклад Біблії українською мовою, коректуру читав Іван Пулюй, але він запросив собі на допомогу ще й отця Олексія Слюсарчука. Пулюй і Слюсарчук сильно «підправили» (в галицький бік) мову перекладів Пайтелеймона Куліша та Івана Нечуя-Левицького.

## Електронні джерела
- Переклади Біблії на українську мову // Стяг. — 2000. — Січень.